# Altartorp

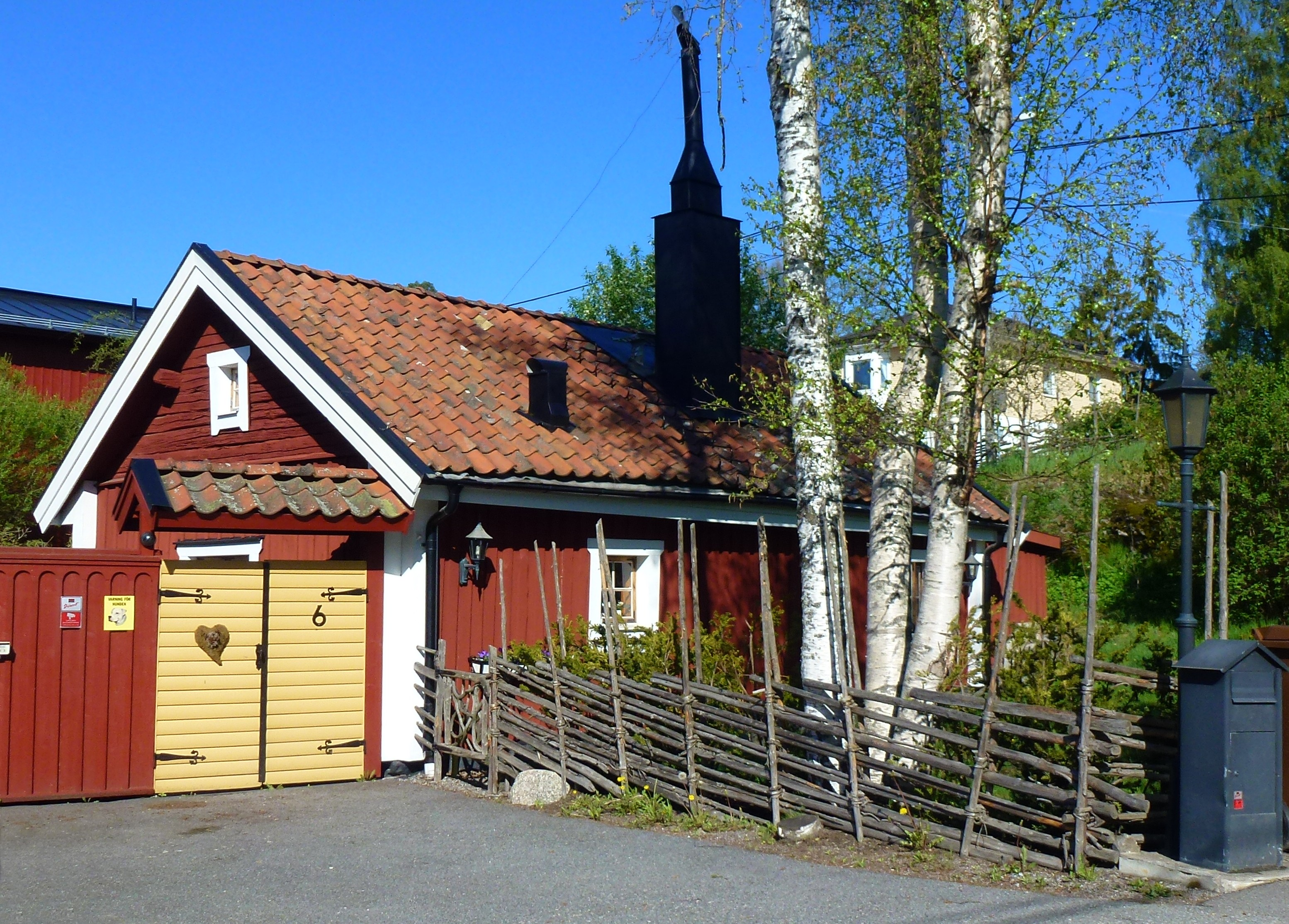
Altartorpet i maj 2012.

Altartorp (även kallat Altare) är ett torp beläget i kommundelen Segeltorp i Huddinge kommun, Stockholms län.

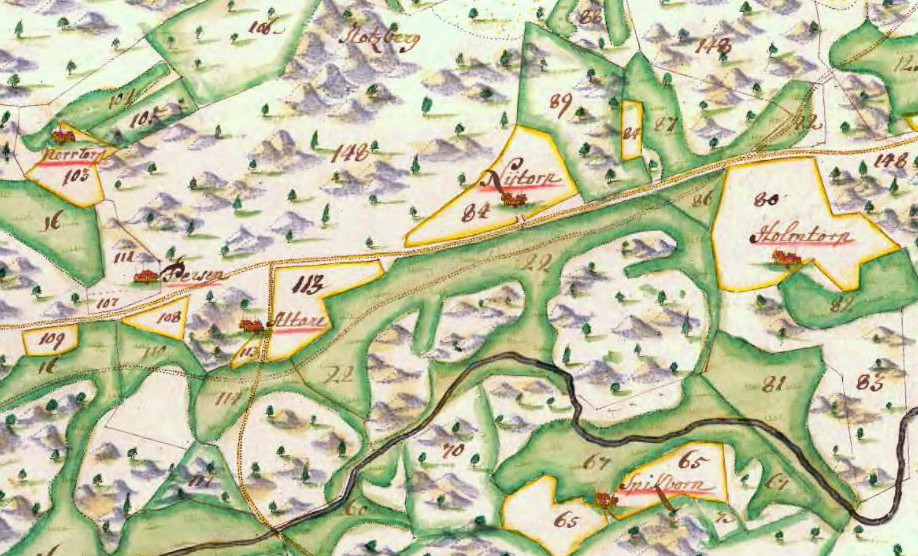
General Carta öfwer Vårby säteri 1703 med "Altare" till vänster.

Om Altartorpets ålder och namn råder det olika uppfattningar. Torpets ålder anses vara från 1540. Enligt en folklig tradition skulle namnet ”Altaret” komma av att här fanns en böneplats, eller altare, där soldater som skulle ut på slagfälten i Europa höll gudstjänst. Stället finns upptaget i husförhörslängderna som torp under Vårby säteri sedan 1740 och i jordeboken från 1749 anges det som frälse under Vårby. 
Den siste torparen var Anders E. Nyström, född 1792, och hans hustru Maria Christina Jansdotter, född 1792. De flyttade in år 1842. Enligt husförhörslängan kunde båda makarna "läsa någorlunda". Torpet är om- och tillbyggd och numera privatbostad. "Altartorpsvägen" i Segeltorp har sitt namn efter torpet.